# 宿遷縣
宿迁县，中国古县名。
唐朝时本宿预县，隶泗州。宝应元年（762年），改名宿迁县，当是为避唐代宗李豫名讳，隶徐州。北宋太平兴国七年（982年），以徐州下邳县置淮阳军，并以宿迁县属之。元朝时，至元十二年（1275年），复置宿迁县，属淮安府。十四年，分置桃园县。十五年，属邳州。明朝时，属淮安府。清朝雍正时，属邳州直隶州。州废，隶徐州府。
中华民国时期，属江苏省。抗日战争至第二次國共內戰时期，运河以东为宿豫县，运河以西属泗宿县。1946年，宿迁县（包括运东和运西）和宿北县新沂河以南地区，合为宿迁县。1949年5月，中共政权析宿迁、沭阳、东海、邳州四县边区置新安县，即今徐州市新沂市。同年，属淮阴专区。1970年属淮阴地区。1983年属淮阴市。1987年，中国国务院批准撤消宿迁县，设立宿迁市（县级市）。1996年，升为地级市。